# Vukovári szerbgyilkosságok (1991)
Az 1991-es vukovári szerbgyilkosságok olyan incidensek sorozata volt, amelyek során a Horvát Nemzeti Gárdához tartozó fegyveresek 1991 tavaszán és nyarán Vukováron és környékén élő szerbeket raboltak el és végeztek ki. Ezek az események a horvátországi háború kezdetekor, még a vukovári csata kezdete előtt történtek. A háború után több bűnügyi nyomozást is indítottak, köztük az egyik hírhedt tettes, Tomislav Merčep ellen, de az ügy összességében megoldatlan maradt.

## Politikai háttér
Vukovár (ősi magyar nevén Valkóvár) városa Szlavónia keleti részén, a Vuka (Valkó) és a Duna összefolyásánál található. Az 1991-es népszámlálás szerint a városnak etnikailag kevert lakossága volt, melynek 47%-át horvátok, 32,3%-át pedig szerbek alkották; A házasságok 35%-a vegyes házasság volt.
1990-ben, miután a Horvát Szocialista Köztársaság kormánypártja választási vereséget szenvedett a Horvát Demokratikus Közösségtől (horvátul: Hrvatska demokratska zajednica, HDZ), a horvátok és a szerbek közötti etnikai feszültség fokozódott. A vukovári önkormányzatban a választási időszakot az országos szinten is tapasztalható heves választási kampány jellemezte. A szerbek többségét a Horvátországi Kommunisták Szövetsége – Demokratikus Változások Pártja (SKH-SDP) választási szövetség a teljes népességben levő arányuknál is nagyobb mértékben képviselte. Slobodan Milošević politikája nyomán a közeli Vajdasághoz és Szerbiához hasonlóan, a Vukovár környéki falvakban is számos tiltakozást szerveztek a HDZ országos szintű felemelkedése ellen. Az SKH-SDP vukovári bizottsága is tiltakozott, amikor a horvát delegáció otthagyta a Jugoszláv Kommunisták Szövetsége 14. kongresszusát. A helyi HDZ ezzel szemben a horvátok lakta falvakban szervezett gyűléseket, kiállva amellett, hogy a pártot az összes horvát képviselőjének tekintsék. A párt a település lakosságának alulról induló, kevésbé képzett rétegét képviselte, viszonylag tapasztalatlan vezetéssel. Ezek zömében az értelmiségen kívüli emberek voltak, ami szintén az usztasák örökségének újraértékelése felé mutatott, megdöbbenve ezzel a helyi szerbeket. Maga a választás általában békésen zajlott le, a száborba négy SKH-SDP tagot és egy független képviselőt választottak be, akik közül négy horvát és egy szerb nemzetiségű volt, és mind az ötöt a békés együttélésben érdekelt emberként ismerték. A HDZ lett a helyi tanács legnagyobb kisebbségi pártja, mely uralta a horvátok lakta falvak önkormányzatait, míg a többi a SKH-SDP ellenőrzése alatt állt, mivel szavazatokat kapott a szerbektől, más etnikumoktól és néhány horváttól is. A választások után, 1990 júniusában a szerbek létrehozták a Szerb Demokrata Párt (SDS) helyi szervezetét, amely a HDZ-vel tartalmilag ellentétes, de a nacionalizmusához hasonló gyűléseket kezdeményezett, és azzal jutott hatalomra, hogy az SKH-SDP számos delegáltja pártot váltott.
Vukovár község önkormányzatát a terpenyei szerb Slavko Dokmanović és helyettese, a hosszúlovászi horvát Marin Vidić Bili vezette. 1990 nyarán Dokmanović megjelent Srb-ben az SDS által szervezett nagygyűlésen, és csatlakozott az újonnan alapított Szerb Nemzeti Tanácshoz (SNV). Ezt a lépését azonban széles körben elítélték, így kénytelen volt lemondani pozíciójáról. Ennek ellenére 1990 augusztusában az SDS népszavazást szervezett a régió szerbek lakta falvaiban a szerb autonómia létrehozásáról, amelyet a szavazók túlnyomó többségben támogattak.

## Előzmények
Az 1991. márciusi pakráci incidens után az SDS és az SNV nyilvánosan tömegpszichózist idéztek elő a régió szerbjeiben, és az SDS helyi vezetője, Goran Hadžić nyilvános kijelentései nyomán, hogy a kiűzésük küszöbön áll a szerbek lakta falvakból menekülthullámot indítottak el. Ugyanebben a hónapban Hadžić is részt vett a plitvicei-tavaki incidensben, amely a régió szerbek lakta falvaiban kirobbant válságba torkollott. Míg a horvát belügyminisztérium Hadžićot a lázadás csillapítása érdekében szabadon engedte, a HDZ Tomislav Merčephez hű hívei már a háborúra készültek. Az SKH-SDP tisztviselője, Stipo Lovrinčević és a helyi rendőrfőnök, Slavko Sredoselec naponta találkoztak olyan vukovári szerbekkel, akiknek ingatlanaira bombákat dobtak, vagy házaira éjszaka rálőttek, és az incidensekért egy maroknyi szélsőségest okoltak.
Az önjelölt Krajinai Szerb Autonóm Terület 1991 áprilisában kinyilvánította szándékát, hogy elszakad Horvátországtól és csatlakozik a Szerb Köztársasághoz, míg a Horvát Köztársaság kormánya ezt a lépést lázadásnak nyilvánította Válaszul 1991 áprilisában és májusában a horvát hatóságok megkezdték a Horvát Nemzeti Gárda (ZNG) nevű katonai erő megszervezését. A feszültség 1991. május 2-án tovább fokozódott, amikor a Vukovár melletti Boró faluban a borói csatában tizenkét horvát rendőrön lesből rajtaütöttek és megöltek a helyi szerb milícia tagjai. Május 3-án a Jugoszláv Néphadsereg (JNA) egységei bevonultak Boróba, május 12-én pedig a horvátországi szerbek népszavazásukaon a Jugoszláviában maradás mellett szavaztak.
A vukovári régióban az SKH-SDP irányította a médiát, beleértve a vukovári rádiót és a „Vukovarske novine” című újságot, míg a „Slobodni tjednik” horvát hetilapot a HDZ használta a nacionalista ügyek népszerűsítésére, ideértve azt a gyakorlatot, hogy közzétették azon vukovári szerbek nevét, akikről azt állították, hogy illegális tevékenységekben vettek részt, ami gyakran csak trükk volt a jövedelmező pozícióban lévő emberek leváltására. Május elején a horvát rendőrség átvette a vukovári rádiót, és az állomás szerb tagjait horvátokra cserélték. Május 19-én Horvátországban országos népszavazást tartottak a szuverenitásról, amelyen 94% szavazott igennel. A függetlenségi népszavazást követően Vukováron és környékén tovább fokozódott az erőszak. 1991 júniusában a városból és a környező falvakból is fegyveres és bombatámadásokat jelentettek. 
1991 május elejétől Vukovár önkormányzata már nagyrészt működésképtelen volt. Dokmanović biztonsági okokra hivatkozva nem járt Vukovárba dolgozni, őt Marin Vidić Bili váltotta, Stipo Lovrinčević pedig egészségügyi okokból visszavonult a politikától. Június 16-án Merčepet népvédelmi miniszternek nevezték ki, és gyakorlatilag átvette a hatalmat. A vukovári szerbek zaklatásnak voltak kitéve, mivel a horvát rendőrség számos véletlenszerű házkutatást tartott otthonaikban és egyre többüket tartóztatták le a „Horvát Köztársaság elleni tevékenység” miatt. Horvátország június 25-én kikiáltotta függetlenségét Jugoszláviától, és még azon a napon kikiáltották a Kelet-Szlavóniai, Baranyai és Nyugat-Szerémségi Szerb Autonóm Területet is.

## A gyilkosságok
Vukovárban és környékén a Tomislav Merčep vezette horvát félkatonai csoportok terrorizálták a szerbeket. Merčep akkoriban a Horvát Demokratikus Közösség (HDZ) vezető tisztségviselője volt Vukovár térségében, és egy ideig hivatalosan a népvédelmi miniszteri posztot töltötte be, amelyet horvát félkatonai szervezetek szervezésére használt.
1991. május közepén a 25 éves Miodrag Nađ, a Szerb Demokrata Párt tagja Vukovár közelében meghalt egy autós lövöldözésben. Három szerbet öltek meg Borsodon és egyet Szatán. Június 29-én a borói csata után Jovan Jakovljevićet, a helyi közösség ismert szerb tagját házának küszöbén lőtték agyon. Fia szerint Jakovljević meggyilkolásával azt üzenték a vukovári szerbeknek, hogy az ezt megelőzően kapott különféle fenyegetések tömeggyilkossághoz vezetnek. 1991. július 25-én a ZNG tagjai elfogták Savo Damjanovićot, akit soha többé nem láttak. Hasonló jellegű szerbek elrablás és eltűnés történt július 31-én Mladen Mrkić, és augusztus 10-én Željko Paić esetében.
A szerbeket önkényes letartóztatásoknak és kényszervallatásoknak vetették alá, otthonaikat és kávézóikat pedig felrobbantották. Egy esetben három szerbet a Duna partjára vittek, ahol agyonlőtték őket, holttestüket pedig a vízbe dobták. A Novosti szerb napilap arról számolt be, hogy 1991. július 12. és augusztus között hat férfi holttestét találták meg a Dunában, és a boncolások megállapították, hogy mindannyiukat lőfegyverrel lőtték le. Kimondja továbbá, hogy több mint száz szerbet börtönöztek be és kínoztak meg a Honvédelmi Titkárság épületének pincéjében. A terror hatására a szerbek elmenekültek Vukovárról. A Belgrádba érkező menekültek dokumentációja szerint 1991 nyarán összesen 13 734 szerb menekült el a városból.
Merčep formális hatalma július 23-ig tartott, amikor a zágrábi kormány közbelépett, hogy visszategye Vidićet Vukovár város kormánybiztosi tisztségébe. A helyzet annyira elviselhetetlen volt, hogy 1991 augusztusában Marin Vidić levelet írt Franjo Tuđman horvát elnöknek, amelyben panaszt tett Merčep tevékenységére. Josip Manolić közbenjárására Merčepet egy helikopter segítségével elvitték Vukovárról, hogy helyette a belügyminiszter tanácsadója legyen, ahonnan hamarosan a pakračka poljanai táborba került.
Az áldozatok száma 50 és 120 között mozog, ez utóbbi magasabb szám a Szerb Nemzeti Tanács becslése. Maga az SNV legalább tizenöt személyről vezet nyilvántartást, akik hasonló sorsra jutottak, és arról számol be, hogy az ICTY nyomozói 86 ilyen személyről tudtak. A Helsinki Emberi Jogi Bizottság legalább 19 olyan esetről gyűjtött adatokat, amikor a szerbeket kihallgatásra vitték, és soha többé nem látták őket. A városban működő civil szervezetek azt állítják, hogy összesen 86 szerbet öltek meg vagy tűntek el Merčep város feletti uralma alatt. Jovan Jakovljević fia nyilvánosan beszélt arról, hogy hivatalosan csak 43 halálesetről és eltűnt személyről számoltak be, gyanítva, hogy a valós szám sokkal magasabb. Feltételezések szerint mindezen bűncselekmények az 1991. augusztusi vukovári csata előtt történtek, amikor a város hivatalosan is háborús övezetté vált.

## Következmények
1991 augusztusában a JNA hadműveleti irányítása alatt működő horvátországi szerb erők Eszék, Vukovár és Vinkovce környékén összecsaptak a ZNG-vel, és a kelet-szlavóniai harcok a JNA laktanya ZNG-blokádjához és korlátozott harcokhoz vezettek ezekben a városokban az ottani helyőrségek ellen.
Vukovár a vukovári csata után 1991. november 18-án került a JNA kezére. A nem szerb lakosságot elűzték, és több mint 200 katonát és civilt mészároltak le a szerb erők. Az SAO Nyugat-Szlavóniával és az SAO Krajinával együtt 1992 februárjában ez a régió formálisan is az 1991 decemberében kikiáltott Krajinai Szerb Köztársaság (RSK) részévé vált. A háború befejezése után Horvátország és a helyi szerb hatóságok aláírták 1995 novemberében megkötött erdődi megállapodást, és a régiót visszaintegrálták a Horvát Köztársaságba.
A volt Jugoszláviával foglalkozó nemzetközi büntetőtörvényszék (ICTY) nyomozói 1996-ban és 1997-ben bizonyítékokat gyűjtöttek a vukovári szerbek elleni bűncselekményekkel kapcsolatban. A szerbek régóta hangot adtak aggodalmuknak a Vukovár bukását megelőző hónapokban ellenük elkövetett bűncselekmények és az elkövetők felelősségre vonásának hiánya miatt. A vukovár szerb gyilkosságok témája kényes téma a horvátok számára, akik a várost háborús szenvedéseik szimbólumának tekintik. 2012-ben Drago Hedl újságíró úgy vélekedett, hogy Merčepnek Vukovárban, szerbek ellen elkövetett bűncselekményeit soha nem fogják kivizsgálni, mivel Vukovár horvátok számára fontos szimbólum. Merčepet csak azért állították bíróság elé és ítélték el, mert zágrábi és pakračka poljanai egységei által nem akadályozta meg a szerbek elleni bűncselekményeket. 2017-ben hét évre ítélte a zágrábi legfelsőbb bíróság. 2020 márciusában egészségi állapota romlása miatt feltételesen szabadlábra helyezték; 2020 novemberében halt meg.

## Fordítás
- Ez a szócikk részben vagy egészben  a(z)   1991 killings of Serbs in Vukovar című angol Wikipédia-szócikk ezen változatának fordításán alapul.  Az eredeti cikk szerkesztőit annak laptörténete sorolja fel. Ez a jelzés csupán a megfogalmazás eredetét és a szerzői jogokat jelzi, nem szolgál a cikkben szereplő információk forrásmegjelöléseként.